# Fraser Valley (ancienne circonscription fédérale)
Fraser Valley est une ancienne circonscription électorale fédérale de la Colombie-Britannique, représentée de 1921 à 1968 et de 1997 à 2004.
La circonscription de Fraser Valley est créée initialement en 1919 d'une partie de Wellington-District. Abolie en 1966, elle est redistribuée parmi Fraser Valley East, Fraser Valley-Ouest et Coast Chilcotin. 
La circonscription réapparait en 1996, avec des parties de Fraser Valley East et de Fraser Valley-Ouest. À nouveau abolie en 2003, elle est redistribuée parmi Abbotsford et Chilliwack—Fraser Canyon.

## Géographie
En 1996, la circonscription de Fraser Valley comprenait:
- Une partie du district régional de Central Fraser Valley
- Une partie du district de Fraser-Cheam

## Députés
1921 - 1968
1. 1921-1925 — Elgin Albert Munro, PLC
2. 1925-1940 — Harry James Barber, CON
3. 1940-1953 — George Alexander Cruickshank, PLC
4. 1953-1958 — Alex Patterson, CS
5. 1958-1962 — William Harold Hicks, PC
6. 1962-1968 — Alex Patterson, CS (2)

1997 - 2004
1. 1997-2004 — Chuck Strahl, PR (1997-2000), AC (2000-2001), CDR (2001-2002), AC (2002-2003) & PCC (2003-2004)

- AC = Alliance canadienne
- CDR = Caucus démocratique représentatif
- CON = Parti conservateur du Canada (ancien)
- CS = Parti Crédit social
- PC = Parti progressiste-conservateur
- PCC = Parti conservateur du Canada
- PLC = Parti libéral du Canada
- PR = Parti réformiste du Canada